# Ambassade d'Algérie au Mexique
L'ambassade d'Algérie au Mexique est la représentation diplomatique de l'Algérie au Mexique.

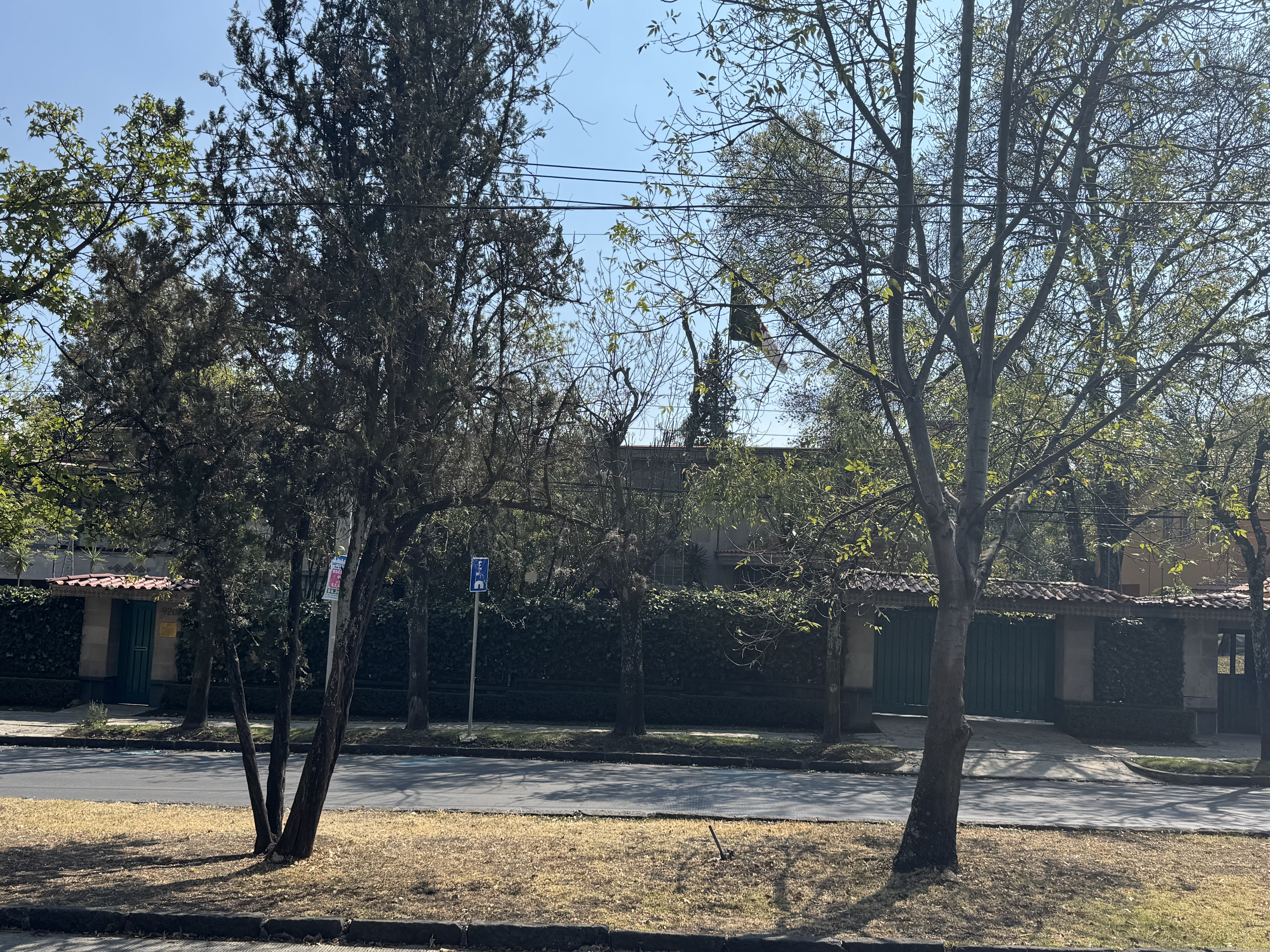
Résidence de l'Ambassadeur d'Algérie à Mexico

Elle est située au Sierra Madre #540, Lomas de Chapultepec, Miguel Hidalgo, 11000, à Mexico, la capitale du Mexique.
Son ambassadeur actuel est Djamel Moktefi, en poste depuis octobre 2023. 

## Histoire
Les relations diplomatiques entre l'Algérie et le Mexique ont été officiellement établies le 21 octobre 1964. En 1965, l'ambassadeur du Mexique en Egypte, Jorge Castañeda Alvarez De La Rosa, est accrédité auprès de l'Algérie : il présente ses lettres de créances au Président Ahmed Ben Bella le 9 avril 1965. 
En 1974, le Mexique inaugure une ambassade à Alger et en 1975, l'Algérie inaugure une ambassade à Mexico. 
En 1975, le président mexicain, Luis Echeverria, est le premier chef d’État mexicain à se rendre en Algérie. En 1981, le président algérien, Chadli Bendjedid, effectue sa première visite au Mexique pour assister à la conférence Nord-Sud de Cancun.
En 2002, le président algérien, Abdelaziz Bouteflika, effectue une visite à Monterrey pour assister au Sommet sur le financement du Développement. En février 2005, le président mexicain, Vicente Fox, fait une visite officielle en Algérie et rencontre le président algérien Abdelaziz Bouteflika.
En 2008, comme un signe d’amitié mutuelle, une statue de l’émir Abdelkader est dévoilée à Mexico. En 2011, une statue dédiée à Emiliano Zapata est dévoilée à Alger. En octobre 2014, les deux pays célèbrent les 50 ans de relations diplomatiques. 
En 2016, la Chambre des députés du Mexique crée le groupe d’amitié Mexique-Algérie, composé de 11 législateurs. Le groupe sera utilisé pour promouvoir la coopération dans les domaines culturel, touristique, technologique, éducatif, commercial et dans les investissements entre les deux pays, ainsi que le renforcement des relations multilatérales. 
En 2024, l’Algérie et le Mexique célèbrent le 60ème anniversaire de l’établissement de leurs relations diplomatiques.           
Visites de haut niveau :
De hauts responsables algériens au Mexique
- Président Chadli Bendjedid (sommet Nord-Sud de Cancun en 1981, visite d'État en 1985) ;
- Ministre des Affaires étrangères Ahmed Taleb Ibrahimi (1985).
- Président Abdelaziz Bouteflika (sommet de Monterrey sur le financement du développement en 2002).
- Ministre délégué chargé des Affaires maghrébines et africaines Abdelkader Messahel (2015).

De hauts responsables mexicains en Algérie
- Ministre des Affaires étrangères Emilio Oscar Rabasa (24-26 septembre 1974) ;
- Président Luis Echeverria (visite officielle le 14 juillet 1975) ;
- Ministre des Affaires étrangères Bernardo Sepulveda Amor (1986) ;
- Président Vicente Fox (visite officielle le 12 février 2005) ;
- Ministre des Affaires étrangères Patricia Espinosa (2009) ;
- Ministre des Affaires étrangères José Antonio Meade Kuribrena (2015).

Accords bilatéraux :
- Accord de coopération culturelle entre l’Algérie et le Mexique, signé à Mexico le 30 juin 1977 ;
- Accord portant création d’une commission mixte intergouvernementale algéro-mexicaine pour la coopération économique, commerciale, scientifique, technique et technologique, signé à Mexico le 27 septembre 1985 ;
- Mémorandum d’entente portant mise en place d’un mécanisme de consultations politiques entre le ministère des Affaires étrangères de l’Algérie et le secrétariat des Relations extérieures du Mexique, signé le 30 mai 2001 ;
- Accord entre l’Algérie et le Mexique portant suppression de visa aux détenteurs de passeports diplomatiques et de service, signé à Alger, le 13 février 2005 ;
- Convention de coopération entre la Chambre algérienne de commerce et d’industrie et le Conseil mexicain du commerce extérieur, de l’investissement et de la technologie, signé à Alger le 13 février 2005 ;
- Accord de coopération en matière de plantes et de quarantaine végétale, signé le 13 février 2005 ;
- Lettre d’intention sur la coopération dans le domaine énergétique entre le ministère de l’Énergie et des Mines d’Algérie et le ministère de l’Énergie du Mexique, signé à Alger, le 13 février 2005 ;
- Lettre d’intention sur la coopération dans le domaine de la santé, entre le ministère de la Santé, de la Population et de la Réforme hospitalière d’Algérie et le ministère de la Santé du Mexique, signé à Mexico le 18 octobre 2010 ;
- Accord de coopération technique dans le domaine des ressources hydrauliques entre l’Algérie et le Mexique, signé à Mexico le 18 octobre 2010 ;
- Accord entre l’Algérie et le Mexique sur la coopération technique, scientifique et technologique, signé à Mexico le 18 octobre 2010 ;
- Mémorandum d’entente en matière des sports entre le ministère de la Jeunesse et des Sports d’Algérie et la Commission nationale de culture physique et du sport du Mexique, signé à Mexico le 23 octobre 2010 ;
- Mémorandum d’entente en matière de coopération académique et diplomatique, entre l’Institut diplomatique et des relations internationales (IDRI) et l’Institut Matias Romero, signé à Alger le 22 avril 2015 ;
- Accord de coopération triangulaire entre le Conseil national économique et social (CNES), le Conseil national de l’évaluation des politiques de développement social (CONEVAL) du Mexique et le Fonds des Nations unies pour l’enfance (UNICEF), signé à Alger le 22 avril 2015 ;
- Accord de coopération entre l’Agence algérienne de presse (APS) et l’Agence d’information mexicaine (NOTIMEX), signé à Alger le 22 avril 2015 ;
- Programme triennal d’échanges culturels 2019-2021, signé en 2019.

Relations commerciales
Dans le domaine commercial, l’analyse des données de la Banque centrale du Mexique sur les échanges commerciaux entre l’Algérie et le Mexique pour 2023, montrent que le commerce bilatéral est de 355,5 millions USD.
Les exportations algériennes ont atteint en 2023 un total de 86,5 millions USD, soit une légère augmentation de 1,1 % par rapport à leur montant de 2022 (85,5 millions USD). L’examen des données statistiques pour les onze premiers mois de 2023 fait ressortir que les exportations algériennes vers le Mexique sont composées essentiellement d’engrais et de ciment hydraulique. Les importations algériennes sont composées de blé dur, de pois chiche, de petit pois et de levure alimentaire chimique. 
Le volume des importations algériennes au titre de 2023 s’élève à 296 millions USD, soit une baisse de 12,3 % par rapport au volume total des importations réalisées en 2022 (307 millions USD). Le solde de la balance commerciale entre les deux pays, pour 2023, est largement favorable au Mexique, avec un excédent de 182,5 millions USD.

Sur le plan régional, l’Algérie est le quatrième partenaire commercial du Mexique dans le monde arabe, après les Émirats arabes unis (1,06 milliard USD), le Maroc (614 millions USD), et l’Arabie saoudite (718 millions USD). L’Algérie est le troisième partenaire commercial du Mexique en Afrique, après l’Afrique du Sud (1,2 milliard USD) et le Maroc. 

## Liste des ambassadeurs d'Algérie au Mexique
| 1964-1971 | Chérif Guellal (résident à Washington)                   |
| 1971-1974 | Djamel-Eddine Houhou (résident à Ottawa)                 |
| 1974-1977 | Mostefa Lacheraf (premier Ambassadeur résident à Mexico) |
| 1978-1979 | Mohamed Benmoussat                                       |
| 1979-1980 | Mostefa Lacheraf                                         |
| 1982-1988 | Noureddine Yazid Zerhouni                                |
| 1988-1989 | Ahmed Laïdi                                              |
| 1989-1991 | Rachid Haddad                                            |
| 1991-1994 | Abdelaziz Rahabi                                         |
| 1996-1999 | Abdelatif Debabeche                                      |
| 2001-2005 | Abdelkader Taffar                                        |
| 2005-2010 | Merzak Belhimeur                                         |
| 2010-2013 | Abdelhamid Abrous                                        |
| 2014-2019 | Rabah Hadid                                              |
| 2020-2022 | Djamel-Eddine Grine                                      |
| 2022-2023 | Belkacem Belgaid                                         |
| 2023-     | Djamel Moktefi                                           |